# Исаев, Владимир Александрович
Влади́мир Алекса́ндрович Иса́ев (род. 29 апреля 1948, Москва, СССР) — советский и российский востоковед-арабист и экономист, специалист по экономике арабских стран. Автор ряда научно-теоретических разработок по комплексному исследованию межарабского экономического сотрудничества и нефтедобывающей промышленности арабских стран. Доктор экономических наук, профессор.

## Биография
В 1971 году окончил Институт восточных языков при МГУ имени М. В. Ломоносова.
В 1974—1984 годах — младший научный сотрудник, 1985 — старший научный сотрудник, 1986—1994 — заведующий сектором экономики арабских стран, ныне — главный научный сотрудник Центра арабских и исламских исследований Института востоковедения РАН. С 1994 года — заместитель директор Института востоковедения РАН.
В 1975 году защитил диссертацию на соискание учёной степени кандидата экономических наук по теме «Внешнеэкономические связи между арабскими странами: 1951—1971».
В 1993 году защитил диссертацию на соискание учёной степени доктора экономических наук по теме «Арабские страны в международном разделении труда: итоги, проблемы, перспективы: 1961—1990».
В 1994 году присвоено учёное звание профессора.
С 1 июня 2011 года — профессор кафедры международных экономических отношений стран Азии и Африки Института стран Азии и Африки МГУ имени Ломоносова. Читает курсы лекций «Особенности исламской экономики», «Проблемы стабильности финансовых рынков в странах Азии и Африки», «Рынки ценных бумаг стран Азии и Африки», «Топливно-энергетический комплекс стран Азии и Африки» и «Финансы и кредит стран Азии и Африки».
Преподаватель Восточного университета. Также был преподавателем Кувейтского университета, Каирского университета и Тель-Авивского университета.
Заместитель председателя Российско-сирийского учёного совета.
Действительный член общественных академий «Российская академия естественных наук» и «Международная академия информатизации».

## Награды
- Медаль «Участнику военной операции в Сирии» (2016)[3].

## Научные труды

### Монографии
- Исаев В. А. Внешнеэкономические связи между арабскими странами (1951—1975 гг). — М.: Наука, 1978. — 185 с.
- Былиняк С. А., Исаев В. А., Хрящёва Н. М., Чуфрин Г. И. Экономическое сотрудничество и интеграция стран Востока. — М.: Наука, Главная редакция восточной литературы, 1982. — 168 с.
- Исаев В. А. Экономические отношения между арабскими и освободившимися странами (1961—1980 гг.). — М.: Наука, 1983. — 150 с.
- Исаев В. А., Озолинг В. В. Катар. Объединённые Арабские Эмираты. — М.: Мысль, 1984. — 116 с.
- Исаев В. А., Лебедев Е. А., Филоник А. О. Иордания: контуры перемен. — М.: Мысль, 1987. — 140 с.
- Андреасян Р. Н., Иванов Н. А., Исаев В. А., Ланда Р. Г., Сейранян Б. Г., Филоник А. О. Развитие капитализма в арабском мире. — М.: Наука, Главная редакция восточной литературы, 1988. — 404 с.
- Звягельская И. Д., Исаев В. А., Наумкин В. В., Стоклицкий С. Л., Филоник А. О. Арабский мир. Три десятилетия независимого развития. — М.: Наука, Главная редакция восточной литературы, 1990. — 374 с.
- Исаев В. А. Арабские страны в международном разделении труда: итоги, проблемы, перспективы (1961—1990 гг.) — М.: Восточная литература, 1996. ISBN 5-02-017899-3
- Филоник А. О., Исаев В. А., Федорченко А. В. Финансовые структуры Ближнего Востока. — М.: Институт изучения Израиля и Ближнего Востока, 1996. — 162 с.
- Ахмедов В. М., Бибикова О. П., Вавилов А. И., Исаев В. А., Пир-Будагова Э. П., Филоник А. О. Сирийская Арабская Республика. — М.: Институт изучения Израиля и Ближнего Востока, 1997. — 223 с. ISBN 5-89394-010-5,
- Егорин А. З., Исаев В. А. Объединённые Арабские Эмираты. — М.: Институт изучения Израиля и Ближнего Востока, 1997. — 286 с.
- Ахмедов В. М., Гашев Б. Н., Исаев В. А., Филоник А. О., Шарбатов Г. Ш., Яковлев А. И. Современная Саудовская Аравия. Справочник. — М.: Институт востоковедения РАН, 1998. — 280 с. ISBN 5-89394-020-2,
- Исаев В. А., Филоник А. О. Государство Катар: проблемы развития. — М.: Институт изучения Израиля и Ближнего Востока, 1999. — 150 с. ISBN 5-89394-026-1
- Исаев В. А., Филоник А. О. Султанат Оман. Очерк общественно-политического и социально-экономического развития. — М.: Институт изучения Израиля и Ближнего Востока, 2001. — 239 с. ISBN 5-89394-054-7,
- Исаев В. А., Филоник А. О., Шагаль В. Э. Кувейт и кувейтцы в современном мире. — М.: Восточная литература РАН, 2003. ISBN 5-02-018363-6
- Исаев В. А., Филоник А. О. Кувейт: контуры экономических перемен. — М.: Институт изучения Израиля и Ближнего Востока, 2003.— 256 с. ISBN 5-89394-082-2
- Исаев В. А., Филоник А. О. Королевство Бахрейн. Опыт развития в условиях изменения ресурсной ориентации. — М.: Институт востоковедения РАН, Институт Ближнего Востока, 2006. — 291 с. ISBN 5-89282-281-8, ISBN 5-89394-163-2
- Исаев В. А., Филоник А. О. Три столпа роста (социально-экономический очерк). — М.: Институт востоковедения РАН, 2015. — 320 с. ISBN 978-5-89282-613-6

### Статьи
на русском языке
- Исаев В. А. О значении внешней торговли для экономического развития арабских стран // Восток. Афро-азиатские общества: история и современность. 1975. № 6. С. 121—129.
- Исаев В. А. Вывоз арабского капитала в развивающиеся страны // Восток. Афро-азиатские общества: история и современность. 1977. № 4. С. 119—126.
- Исаев В. А., Гайнуллина И. Л. Влияние нефтедолларов на социально-экономическое развитие арабских стран и Ирана // Восток. Афро-азиатские общества: история и современность. 1977. № 3. С. 153—164.
- Исаев В. А. Экономическое сотрудничество СЭВ с развивающимися государствами // Советская панорама. Вестник АПН. 1979. № 250. С. 1-3.
- Исаев В. А. Что даёт промышленная интеграция молодым государствам? // Советская панорама. Вестник АПН. 1979. № 135. С. 1-4.
- Исаев В. А. Аграрная интеграция — насущная проблема развивающихся стран // Советская панорама. Вестник АПН. 1979. № 12. С. 1-3.
- Исаев В. А. Реализация первых трех лет пятилетних планов развития Туниса и Того // Социальные и гуманитарные науки. Отечественная и зарубежная литература. Серия 9: Востоковедение и африканистика. Реферативный журнал. 1980. Т. 9. № 6. С. 65-67
- Исаев В. А. Помощь США Египту // Социальные и гуманитарные науки. Отечественная и зарубежная литература. Серия 9: Востоковедение и африканистика. Реферативный журнал. 1980. Т. 9. № 5. С. 61-63.
- Исаев В. А. ОПЕК и попытки развивающихся стран изменить международную валютную систему // Социальные и гуманитарные науки. Отечественная и зарубежная литература. Серия 9: Востоковедение и африканистика. Реферативный журнал. 1980. Т. 9. № 5. С. 59-60.
- Исаев В. А., Филоник А. О. Франция и Арабский Восток: экономическая экспансия // Азия и Африка сегодня. 1984. № 5. С. 32-34.
- Исаев В. А., Филоник А. О. Ирак. На древней земле Двуречья // Азия и Африка сегодня. 1985. № 6. С. 48-50.
- Исаев В. А. Развивающиеся страны в 80-е годы // Азия и Африка сегодня. 1986. № 4. С. 59-59.
- Исаев В. А. Кувейт: конец «нефтяного процветания»? // Азия и Африка сегодня. 1987. № 10. С. 27-29.
- Исаев В. А. Комплексное исследование // Азия и Африка сегодня. 1987. № 3. С. 63-64.
- Исаев В. А. Богатства, скрытые в недрах земли // Азия и Африка сегодня. 1987. № 8. С. 64-64.
- Исаев В. А. Эмираты с близкого расстояния // Азия и Африка сегодня. 1989. № 10. С. 55-58.
- Исаев В. А. Оман. Трудное расставание с прошлым // Азия и Африка сегодня. 1989. № 4. С. 30-32.
- Исаев В. А. Кувейт. А война стояла на пороге // Азия и Африка сегодня. 1990. № 10. С. 38-42.
- Исаев В. А. Цена агрессии // Азия и Африка сегодня. 1991. № 6. С. 7-9.
- Исаев В. А. Израиль: иммигранты требуют места под солнцем // Азия и Африка сегодня. 1992. № 2. С. 6-8.
- Исаев В. А. Россия-арабские страны: невостребованный потенциал сотрудничества // Азия и Африка сегодня. 1993. № 3. С. 2-4.
- Исаев В. А. Есть ли будущее у наших научных связей? // Азия и Африка сегодня. 1993. № 11. С. 24-25.
- Исаев В. А. Российская экономика: итоги реформы 1992 г. и перспективы // Научно-аналитический журнал Обозреватель — Observer. 1993. № 19. С. 74-78.
- Исаев В. А. Есть ли будущее у наших научных связей? // Азия и Африка сегодня. 1993. № 11. С. 24-25.
- Исаев В. А. Размышления об арабской и российской нефти // Азия и Африка сегодня. 1994. № 5. С. 5-10.
- Исаев В. А., Филоник А. О. Франция — арабский мир: проблемы сотрудничества // Азия и Африка сегодня. 1997. № 4. С. 37-38.
- Исаев В. А. Умение вести дом // Азия и Африка сегодня. 1997. № 2. С. 26-30.
- Исаев В. А. Реанимация интересов России // Азия и Африка сегодня. 1997. № 4. С. 29-31.
- Исаев В. А. ОАЭ: от бедности к процветанию // Азия и Африка сегодня. 1997. № 10. С. 30-33.
- Исаев В. А. Россия и арабские страны: новые реалии экономического сотрудничества // Internationale Politik[нем.]. 2001. № 8. С. 78-84.
- Исаев В. А. Мудараба: опыт исламских банков // Родина. 2005. № 5. С. 50-53.
- Исаев В. А. Сахара и её просторы // Азия и Африка сегодня. 2010. № 12. С. 71-72.
- Исаев В. А. Нефтяной комплекс арабских стран и России: сравнительный анализ // Вестник МГИМО-Университета. 2010. № 5 (14). С. 281—289.
- Видясова М. Ф., Мельянцев В. А., Орлов В. В., Бочарова Л. С., Исаев В. А., Сафронова А. Л., Фридман Л. А., Гевелинг Л. В., Мейер М. С. Круглый стол: социально-экономические аспекты событий на Арабском Востоке // Вестник Московского университета. Серия 13. Востоковедение. 2011. № 3. С. 92-111.
- Исаев В. А. Уметь считать нефтедоллары // Азия и Африка сегодня. 2012. № Специальный выпуск «Саудовская Аравия». С. 28-31.
- Исаев В. А. Сауди Арамко — локомотив экономики КСА // Азия и Африка сегодня. 2012. № Специальный выпуск «Саудовская Аравия». С. 32-36.
- Исаев В. А. Ресурсные войны: назад в будущее // Азия и Африка сегодня. 2013. № 2. С. 74-75.
- Исаев В. А. Экономический феномен Катара // Недропользование XXI. 2014. № 1(45). С. 99-99.
- Исаев В. А. Традиции отечественной арабистики // Вестник РУДН. Серия: Международные отношения. 2014. № 3. С. 177—186.
- Исаев В. А. Государство Катар в современном мире // Мировая экономика и международные отношения. 2014. № 4. С. 125—128.
- Исаев В. А., Филоник А. О. К вопросу об экономических связях России и Арабского Востока // Восток. Афро-азиатские общества: история и современность. 2016. № 1. С. 128—142.
- Исаев В. А., Филоник А. О., Морозов В. М. Проблемы адаптации нефтегазового комплекса аравийских монархий к современности

// Этносоциум и межнациональная культура. 2017. № 6(108). С. 178—189.
- Исаев В. А., Мелкумян Е. С., Носенко Т. В. Палестинская проблема в ближневосточной политике СССР/России // Вестник МГИМО-Университета. 2017. № 4(55). С. 113—126.

на других языках
- Исаев В. А. Аля Ард Вади ар-Рафидейн аль-кадима // Ас-Сакафа аль-джадида. 1985. Т. 168. № 2. С. 37-41.
- Isayev V. A., Filonik A. A. An Assessment of Arab Economic Performance: the Process of Capital Formation and Shifts in the Social Product of the Countries // Arab affairs. 1987. Vol. 1. № 5. P. 76-86.
- Isayev V. A. Soviet-Arab Economic Relations: Results, Problems, Prospects // Mediterranean Quarterly. 1991. Vol. 2. № 3. P. 71-85.
- Исаев В. А. Ас-Суубат ва афак ли-т-таавун // Аль-Асда. 1992. № 4. С. 5-9.
- Issaev V. A. Gazprom et le marché gazier européen // La Revue Méditerranéenne de l’Energie. 2006. № 20. P. 40-44.
- Isaev V. A., Filonik A. O. Reformatting the Middle East // Expert Comments. DOC Research Institute, Berlin,. 2017. P. 1-18

## Публицистика
- Исаев В. А. ОПЕК: высокая цена разногласий // Эхо планеты, 1989. № 22. С. 26-31.
- Исаев В. А. Виноватого искали недолго // Новое время, 1990. № 33. С. 6-7.
- Исаев В. А. Два подхода к энергетической безопасности // Приоритеты и перспективы, 1992. № 3. С. 72-74.
- Исаев В. А. «Чёрное золото»: как им распоряжаются арабы и Россия // Народный депутат, 1992. № 12. С. 59-62.
- Исаев В. А. Золото по-чёрному // Новое время, 1995. № 40. С. 20-21.
- Исаев В. А. Уроки арабской нефти // «Деловые люди» (Российский экономический журнал), 1996. № 5. С. 82-83.
- Исаев В. А. Счастье от свободных цен окажется коротким // «Деловые люди» (Российский экономический журнал), 1996. № 4. С. 97-99
- Исаев В. А. Оман: неопознанное столетие // Новое время, 1996. № 30. С. 30-31
- Исаев В. А. Демонстрационный удар // ПартнеРегион, 2001. № 10. С. 32-33
- Исаев В. А. США фактически начинают управлять мировой торговлей нефтью // Русская мысль, 2003. № 17. С. 3.
- Исаев В. А. Российско-арабское экономическое сотрудничество: прошлое, настоящее, будущее // Пионер Востока, 2003. № 1. С. 16-19
- Исаев В. А. Российско-арабское экономическое сотрудничество: прошлое, настоящее, будущее // Мир Востока, 2003. № 1. С. 16-19.
- Мудрые арабы и поспешные русские: как правильно противостоять Западу / беседа с В. А. Исаевым журналиста Антона Ефимова. Май 2023.